# Ceraclea spongillovorax
Ceraclea spongillovorax är en nattsländeart som först beskrevs av Resh 1974.  Ceraclea spongillovorax ingår i släktet Ceraclea och familjen långhornssländor. Inga underarter finns listade i Catalogue of Life.